# Championnat de France de rugby à XV 1906-1907
Navigation
1905-1906 1907-1908

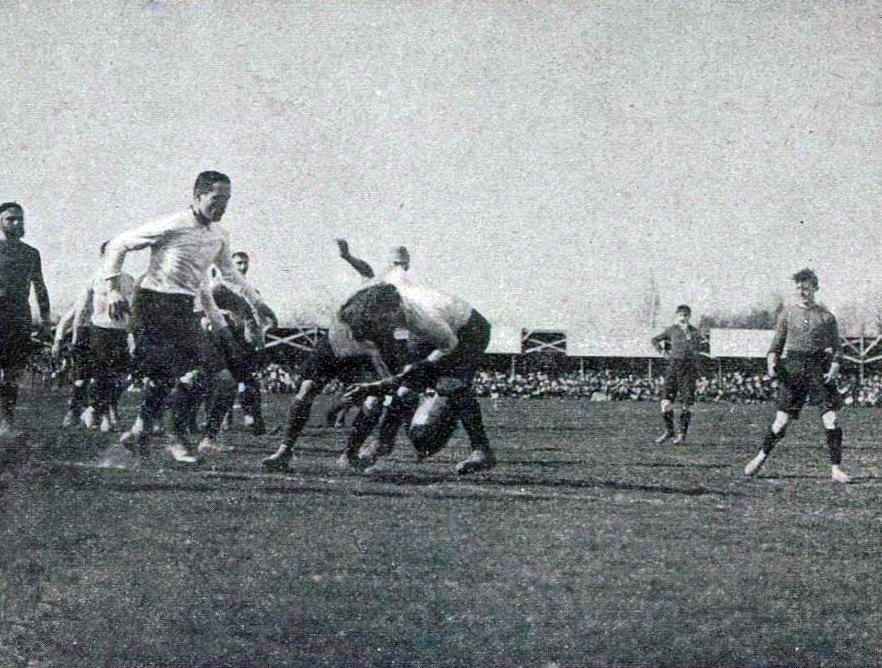
Le Stade bordelais vainqueur du championnat de France 1907 (quatre bordelais en blanc récupèrent le ballon).

Le seizième championnat de France de rugby à XV de première série de l'USFSA 1906-1907 est remporté par le Stade bordelais UC qui bat le Stade français en finale.
Pour la 4e fois consécutive, les deux équipes se retrouvent en finale, les Bordelais remportent un quatrième titre consécutif.

## Les participants
Les 8 écuries qualifiés pour le Championnat de France sont réunis dans un championnat interrégionaux prenant les noms des grands fleuves français. 
On note également que certains champions régionaux ont changé de nom comme le Sud devenant Guyenne-Gascogne, Sud-Est prend le nom de Lyonnais et Sud-Ouest devenu Pyrénées. 
| Championnat de la Garonne                | Championnat de la Garonne    |
| ---------------------------------------- | ---------------------------- |
| Stade bordelais universitaire club T     | Champion de Guyenne-Gascogne |
| Stade olympien des étudiants de Toulouse | Champion des Pyrénées        |
| Championnat de la Loire                  |                              |
| Union sportive cognaçaise                | Champion de l'Angoumois      |
| Union sportive du Mans                   | Champion de Beauce et Maine  |
| Championnat du Rhône                     |                              |
| Olympique de Marseille                   | Champion du Littoral         |
| Football club de Lyon                    | Champion du Lyonnais         |
| Championnat de la Seine                  |                              |
| Le Havre athletic club                   | Champion de Haute-Normandie  |
| Stade français                           | Champion de Paris            |

## Phases finales
|  | Quarts de finale                                  | Quarts de finale                                        |                    |         | Demi-finales                                               | Demi-finales                                               |  |  | Finale                                         | Finale                                         |
|  | Quarts de finale                                  | Quarts de finale                                        |                    |         | Demi-finales                                               | Demi-finales                                               |  |  | Finale                                         | Finale                                         |
|  |                                                   |                                                         |                    |         |                                                            |                                                            |  |  |                                                |                                                |
|  | Le 17 février 1907 au Terrain du SBUC, Le Bouscat | Le 17 février 1907 au Terrain du SBUC, Le Bouscat       |                    |         | Le 10 mars 1907 au au Vélodrome du Parc des Princes, Paris | Le 10 mars 1907 au au Vélodrome du Parc des Princes, Paris |  |  | Le 24 mars 1907 au Terrain du SBUC, Le Bouscat | Le 24 mars 1907 au Terrain du SBUC, Le Bouscat |
|  | Le 17 février 1907 au Terrain du SBUC, Le Bouscat | Le 17 février 1907 au Terrain du SBUC, Le Bouscat       |                    |         | Le 10 mars 1907 au au Vélodrome du Parc des Princes, Paris | Le 10 mars 1907 au au Vélodrome du Parc des Princes, Paris |  |  | Le 24 mars 1907 au Terrain du SBUC, Le Bouscat | Le 24 mars 1907 au Terrain du SBUC, Le Bouscat |
|  | Stade bordelais UC                                | 18                                                      |                    |         | Le 10 mars 1907 au au Vélodrome du Parc des Princes, Paris | Le 10 mars 1907 au au Vélodrome du Parc des Princes, Paris |  |  | Le 24 mars 1907 au Terrain du SBUC, Le Bouscat | Le 24 mars 1907 au Terrain du SBUC, Le Bouscat |
|  | Stade bordelais UC                                | 18                                                      |                    |         | Le 10 mars 1907 au au Vélodrome du Parc des Princes, Paris | Le 10 mars 1907 au au Vélodrome du Parc des Princes, Paris |  |  | Le 24 mars 1907 au Terrain du SBUC, Le Bouscat | Le 24 mars 1907 au Terrain du SBUC, Le Bouscat |
|  | Stade OE toulousain                               | 0                                                       |                    |         | Le 10 mars 1907 au au Vélodrome du Parc des Princes, Paris | Le 10 mars 1907 au au Vélodrome du Parc des Princes, Paris |  |  | Le 24 mars 1907 au Terrain du SBUC, Le Bouscat | Le 24 mars 1907 au Terrain du SBUC, Le Bouscat |
|  | Stade OE toulousain                               | 0                                                       | Stade bordelais UC | 15      |                                                            |                                                            |  |  | Le 24 mars 1907 au Terrain du SBUC, Le Bouscat | Le 24 mars 1907 au Terrain du SBUC, Le Bouscat |
|  | Le 17 février 1907 à Lyon                         |                                                         | Stade bordelais UC | 15      |                                                            |                                                            |  |  | Le 24 mars 1907 au Terrain du SBUC, Le Bouscat | Le 24 mars 1907 au Terrain du SBUC, Le Bouscat |
|  |                                                   | FC de Lyon                                              | 0                  |         |                                                            |                                                            |  |  | Le 24 mars 1907 au Terrain du SBUC, Le Bouscat | Le 24 mars 1907 au Terrain du SBUC, Le Bouscat |
|  | FC de Lyon                                        | FC de Lyon                                              | 0                  | forfait |                                                            |                                                            |  |  | Le 24 mars 1907 au Terrain du SBUC, Le Bouscat | Le 24 mars 1907 au Terrain du SBUC, Le Bouscat |
|  | FC de Lyon                                        |                                                         |                    | forfait |                                                            |                                                            |  |  | Le 24 mars 1907 au Terrain du SBUC, Le Bouscat | Le 24 mars 1907 au Terrain du SBUC, Le Bouscat |
|  | Olympique de Marseille                            | -                                                       |                    |         |                                                            |                                                            |  |  | Le 24 mars 1907 au Terrain du SBUC, Le Bouscat | Le 24 mars 1907 au Terrain du SBUC, Le Bouscat |
|  | Olympique de Marseille                            | -                                                       | Stade bordelais UC | 14      |                                                            |                                                            |  |  |                                                |                                                |
|  | Le 3 mars 1907 au Stade de la Plante, Cognac      |                                                         | Stade bordelais UC | 14      |                                                            |                                                            |  |  |                                                |                                                |
|  |                                                   | Stade français                                          | 3                  |         |                                                            |                                                            |  |  |                                                |                                                |
|  | US du Mans                                        | Stade français                                          | 3                  | 10      |                                                            |                                                            |  |  |                                                |                                                |
|  | US du Mans                                        | Le 17 mars 1907 au Vélodrome du Parc des Princes, Paris |                    | 10      |                                                            |                                                            |  |  |                                                |                                                |
|  | US Cognac                                         | 6                                                       |                    |         |                                                            |                                                            |  |  |                                                |                                                |
|  | US Cognac                                         | 6                                                       | Stade français     | 39      |                                                            |                                                            |  |  |                                                |                                                |
|  | Le 10 mars 1907 au Terrain de Sanvic, Le Havre    |                                                         | Stade français     | 39      |                                                            |                                                            |  |  |                                                |                                                |
|  |                                                   | US du Mans                                              | 0                  |         |                                                            |                                                            |  |  |                                                |                                                |
|  | Stade français                                    | US du Mans                                              | 0                  | 13      |                                                            |                                                            |  |  |                                                |                                                |
|  | Stade français                                    |                                                         |                    | 13      |                                                            |                                                            |  |  |                                                |                                                |
|  | Le Havre AC                                       | 0                                                       |                    |         |                                                            |                                                            |  |  |                                                |                                                |
|  | Le Havre AC                                       | 0                                                       |                    |         |                                                            |                                                            |  |  |                                                |                                                |

Lors des quarts de finales, les vainqueurs se voient attribuer un championnat régional lié aux toponymes des grands fleuves français.
- Stade bordelais UC, champion de la Garonne.
- FC de Lyon, champion du Rhône.
- US du Mans, champion de la Loire.
- Stade français, champion de la Seine.

## Finale
| Finale 25 mars 1907 15h | Stade bordelais UC                                                                                                  | 14 - 3 (6-3) | Stade français                 | Terrain de la route du Médoc, Le Bouscat 12 000 spectateurs Arbitre : Allan Muhr |
| Finale 25 mars 1907 15h | Essai(s) : 4 Maurice Leuvielle, Jacques Duffourcq, Marc Giacardy, Pascal Laporte Transformation(s) : 1 Henri Martin |              | Essai(s) : 1 Charles Vareilles | Terrain de la route du Médoc, Le Bouscat 12 000 spectateurs Arbitre : Allan Muhr |
| Finale 25 mars 1907 15h | |              |                                | Terrain de la route du Médoc, Le Bouscat 12 000 spectateurs Arbitre : Allan Muhr |